# Thérèse Paul
Wilhelmina Theresia "Thérèse" Charlotta Paul, född 15 september 1841 i Stockholm, död 15 december 1882 i Klara församling, Stockholms stad, var en svensk skådespelerska.

## Biografi
Thérèse Paul föddes 1841 i Stockholm. Hon blev elev vid Kungliga teatern och anställdes hos Åhman-Pousette 1863. Paul var sedan engagerad hos Carl Otto Lindmark, vid teatrar i Helsingfors och Kristiania, samt från 1872 till 1873 vid Södra teatern och Mindre teatern i Stockholm. Hon avled 1882.
Paul hade bland annat rollerna Fiorella i Frihetsbröderna, Den sköna Helena, Césarine i Theblomma, Adriadne i Bacchi giftermål, Metella i Pariselif, Catarina i I enedig, Jun i Odödlighetens tempel, Gräshoppan i Gräshoppan och myran samt Jeanne i Familjen Benoiton.
Paul gifte sig 1873 med litteratören Frans Hodell.